# Radek Brunner
Radek Brunner (* 5. prosince 1974) je český podnikatel a atlet, specializující se na ultramaratony. Vlastní firmu KOBRAS RUNLAB, která se v jedné části zabývá prodejem zahradní techniky a v druhé se specializuje na prodej sportovních produktů, zejména výrobků GARMIN.  

## Biografie
Radek Brunner se narodil v roce 1974, sportovat začal v Sokole, v mládí se věnoval převážně běhům na 1500 a 3000 metrů. Plánoval se přes základní vojenskou službu dostat do atletického klubu Dukla, nicméně dostal tzv. modrou knížku a se sportem přestal. K běhání se vrátil v 27 letech, začal trénovat na maraton, který odběhl za 4 hodiny, o rok později maraton uběhl za 3 hodiny a následně se zúčastnil prvního běhu na 100 km.
V letech 2017, 2018 a 2021 obsadil druhé místo na ultramaratonu Spartathlon, v roce 2016 a 2019 obsadil na téže závodě třetí místo, v roce 2022 skončil pátý.  Díky této nepřerušené serii pěti podiových umístění v řadě se stal jedním z nejúspěšnějších běžců na Spartathlonu vůbec. Je několikanásobným mistrem ČR na 100 km a několikanásobným mistrem ČR v běhu na 24 hodin. Na závodě Krakonošova stovka dosáhl několika umístění na prvním nebo druhém místě, zvítězil také na závodě Pražská stovka, v nizozemském závodě na 100 km ve Winschotenu dosáhl v roce 2013 druhého místa.
Brunner vyhrál Kladenský maratón v roce 2021.
Osobní rekord na 24 hodin má 256 km.
Otevřeně mluví o Bechtěrevově nemoci, se kterou se dlouhodobě potýká.